# Hôtel de Banville
Pour les articles homonymes, voir Banville (patronyme).
L'hôtel de Banville est un hôtel particulier situé à Caen, dans le département du Calvados, en France. Il est inscrit au titre des monuments historiques.

## Localisation
Cet hôtel particulier est dans le centre-ville ancien de Caen, dans le quartier de la place Royale (actuelle place de la République), loti au XVIIe siècle. À l'origine, l'hôtel s'élevait entre la rue Jean-Eudes et le Grand Odon, rivière recouverte dans les années 1930. Situé au nos 20-22 rue Jean-Eudes, cet ancien hôtel particulier est à proximité immédiate du no 24 de la même rue, bâtiment du XVIIe siècle inscrit aux monuments historiques depuis 1960.

## Historique
L'hôtel est construit au XVIIIe siècle. En 1842, l'hôtel devient la propriété des comtes de Landal, du fait du mariage de Mathilde de Banville de La Londe avec Louis Charles du Breil de Landal. Le pensionnat Notre-Dame (du fait de la proximité de l'église Notre-Dame-de-la-Gloriette) occupe ensuite l'ancien hôtel particulier. Pendant la bataille de Caen, plusieurs bâtiments autour de l'hôtel sont détruits, notamment le séminaire des Eudistes, mais l'hôtel lui-même n'est pas touché. En 1980, le bâtiment est inscrit aux monuments historiques. 
L'hôtel est acheté par l'État qui y installe la direction des affaires culturelles. En 1998, l'État met en vente l'hôtel qui est racheté par le gestionnaire du centre Paul-Doumer situé de l'autre côté de l'allée.

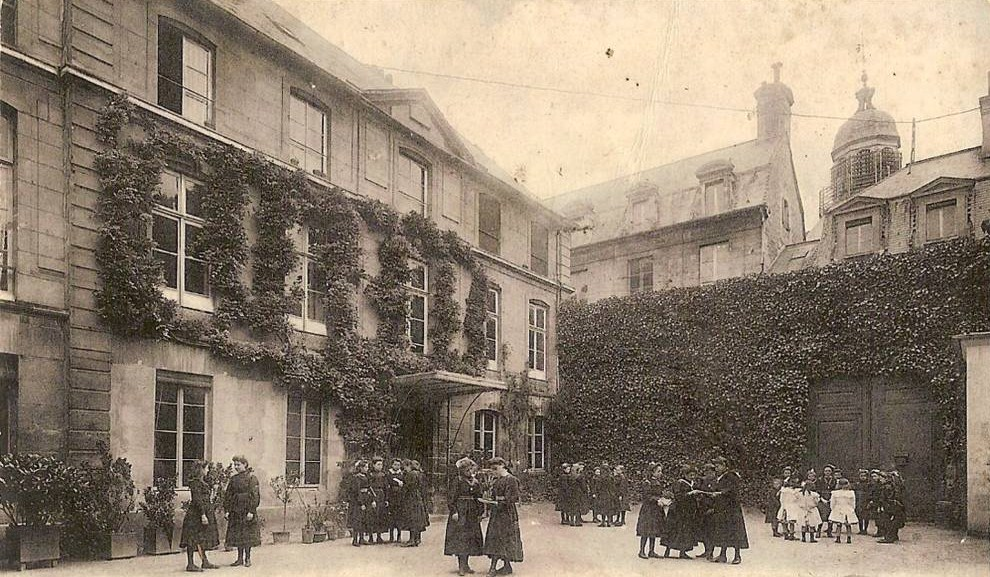
La cour du pensionnat
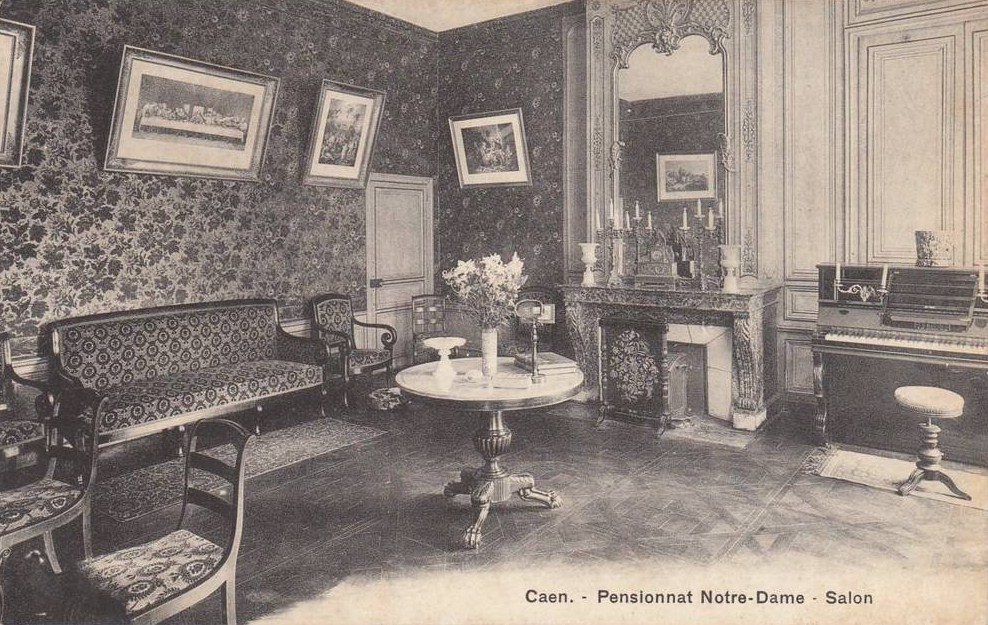
Un des salons du pensionnat
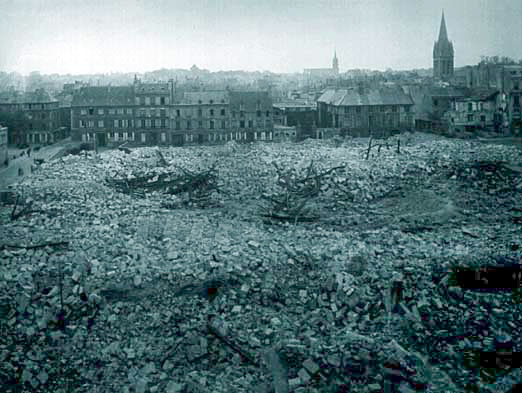
Le champ de ruines de l'ancien séminaire des Eudistes en 1944

## Architecture
Le bâtiment est construit en pierre de Caen.
L'hôtel est constitué de deux ailes perpendiculaires formant un L. L'aile principale s'élève sur la cour d'honneur, perpendiculaire à la rue. La seconde aile longe la rue. Jusque dans les années 1930, le bâtiment sur rue était accolé à l'hôtel de Boislambert, situé à l'est. Après le percement de la rue Paul-Doumer et la destruction de l'hôtel voisin, le mur pignon s'est retrouvé mis à nu. La petite cour à l'arrière de l'aile principale a été incorporée à la rue Paul-Doumer.
Sont inscrits au titre des monuments historiques : 
- les façades et toitures sur la rue Jean-Eudes et sur la cour d'honneur ;
- le portail d'entrée avec sa grille en fer forgé ;
- au premier étage la chambre sud-ouest, la bibliothèque, le salon, le petit cabinet avec leur décor de lambris.

Le portail d'entrée sur la rue Jean-Eudes est orné de deux pots de fleurs en pierre de Caen, restaurés en 2017.

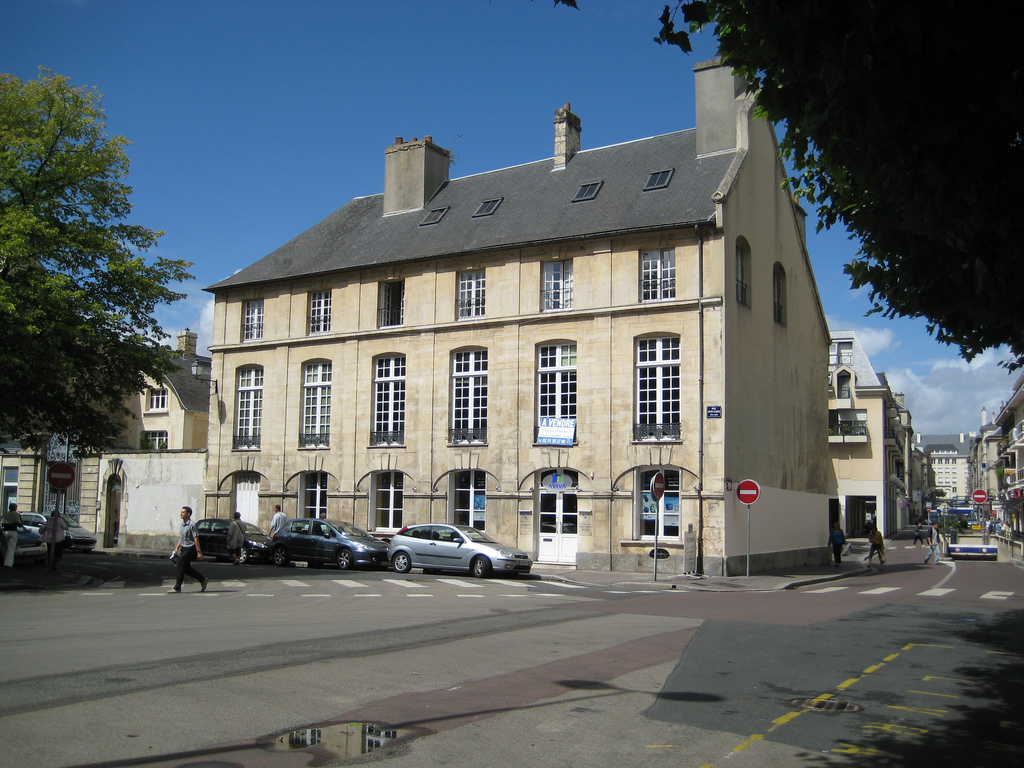
L'hôtel depuis la place de la République
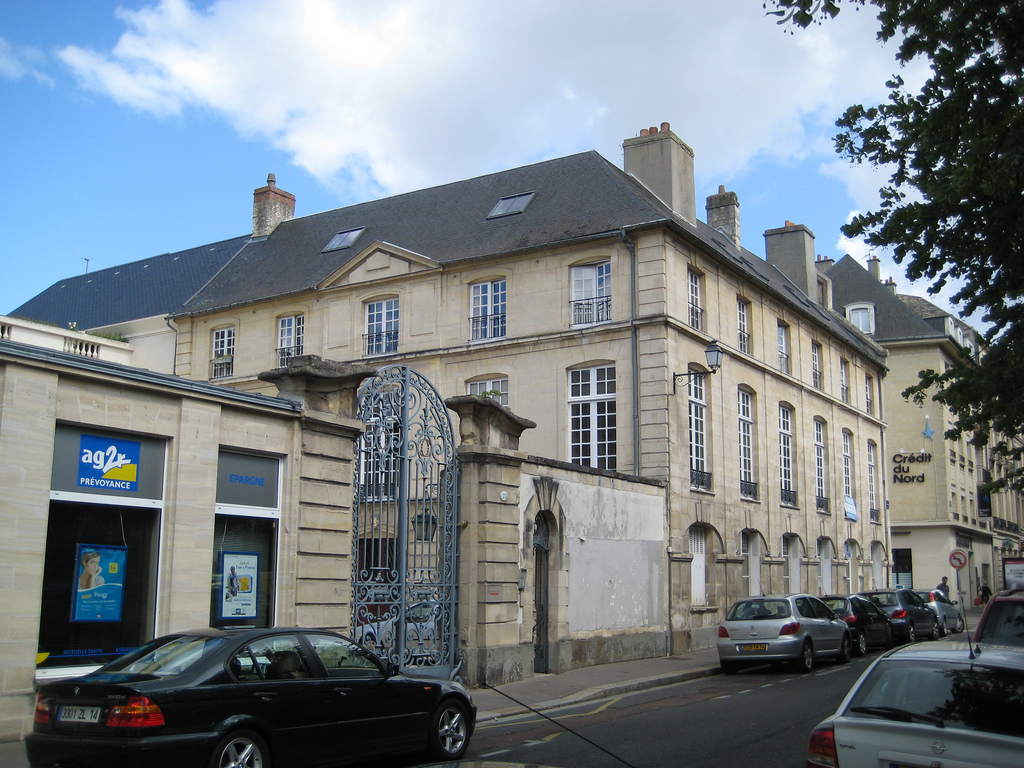
Portail sur la rue Jean-Eudes avant sa restauration en 2017
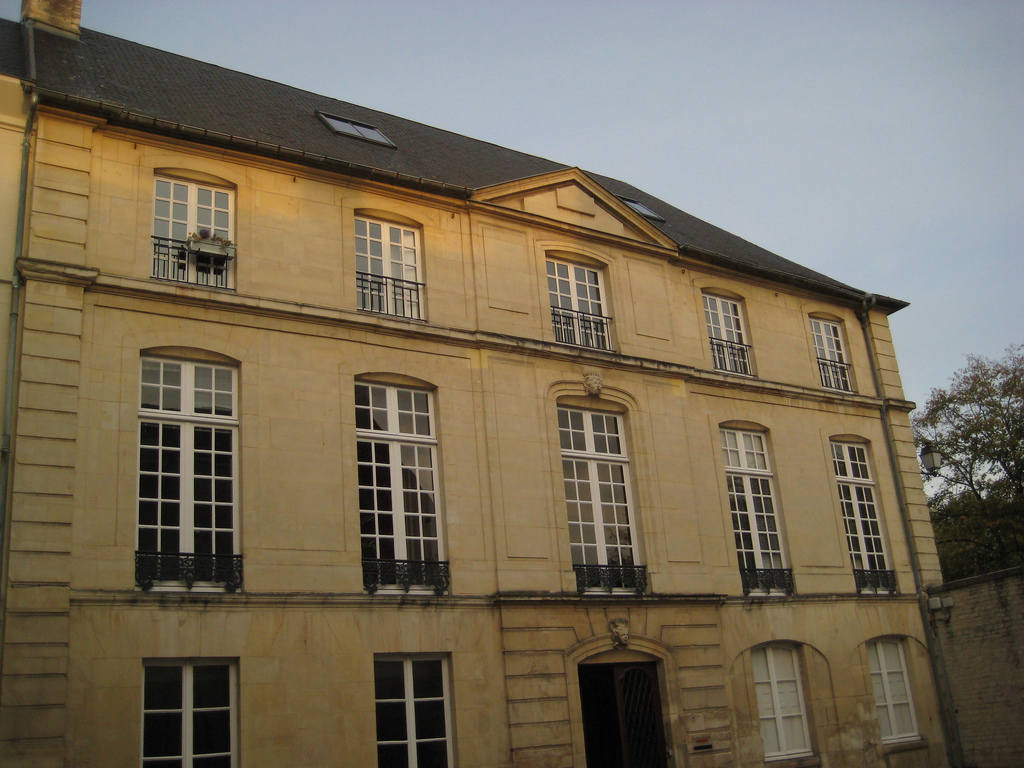
Façade sur Cour